# Ganagur, Somvarpet
Ganagur là một làng thuộc tehsil Somvarpet, huyện Kodagu, bang Karnataka, Ấn Độ.